# خيسوس فاليينتي
خيسوس فاليينتي (بالإسبانية: Jesús Valiente) هو لاعب كرة قدم فنزويلي في مركز الوسط، ولد في 28 أغسطس 1974 في فاليرا في فنزويلا. شارك مع منتخب فنزويلا لكرة القدم. أما مع النوادي، فقد لعب مع نادي زامورا.

## وصلات خارجية
- خيسوس فاليينتي على موقع قاعدة بيانات كرة القدم.إي يو (الإنجليزية)
- خيسوس فاليينتي على موقع ناشيونال فوتبول تيمز (الإنجليزية)